# Дрянь (телесериал)
«Дрянь», или «Фли́бэг» (англ. Fleabag) — британский комедийно-драматический телесериал, созданный студией Two Brothers Pictures для канала BBC Three и Amazon Video. Создательница шоу также сыграла в нём главную роль. Сериал был вдохновлен комедийной пьесой, которую Фиби Уоллер-Бридж представила на театральном фестивале в 2013 году. Премьера сериала состоялась 21 июля 2016 года.
Премьера сериала состоялась 21 июля 2016 года, а второй и финальный сезон завершился 8 апреля 2019 года. Сериал получил высокую оценку критиков, особенно за сценарий, актерское мастерство, а также за уникальность и индивидуальность главной героини. Уоллер-Бридж выиграла телевизионную премию British Academy Television Award for Best Female Comedy Performance за первый сезон. Второй сезон был номинирован на одиннадцать премий «Эмми» и выиграл шесть из них: «Лучший комедийный сериал», «Лучшая актриса комедийного сериала» и «Лучший сценарий комедийного телесериала»; дополнительные номинации актёрского состава получили Шан Клиффорд, Оливия Колман и приглашённые актрисы Фиона Шоу и Кристин Скотт Томас. Сериал получил премию «Золотой глобус» как лучший телесериал, а Уоллер-Бридж — как лучшая актриса; Скотт был номинирован как лучший актёр. Многие издания включили «Дрянь» в число лучших сериалов десятилетия — по этому показателю он уступил только сериалу «Оставленные».

## Сюжет
Сюжет комедии заверчен вокруг молодой, упрямой и стабильно попадающей в неприятности героини (Фиби Уоллер-Бридж), которая изо всех сил стремится изменить что-то в этом мире, но категорически неспособна принимать помощь и советы окружающих. Действия сериала происходят в современном Лондоне.

## В ролях
- Фиби Уоллер-Бридж — Дрянь (Флибэг)[8]
- Хью Скиннер — Гарри
- Шан Клиффорд — Клэр
- Бретт Гельман — Мартин
- Билл Патерсон — Отец
- Оливия Колман — Крёстная мачеха
- Бен Олдридж — Жопа-парень
- Джейми Деметрио — Грызун из автобуса
- Дженни Рэйнфорд — Бу
- Хью Деннис — Сотрудник банка
- Эндрю Скотт — Священник

## Создание
Сериал создан на основе одноимённого моноспектакля Уоллер-Бридж, который показывался в Эдинбурге в 2013 году. Уоллер-Бридж придумала главную героиню, когда друг предложил ей создать десятиминутный скетч для вечеринки со стендапом.

## Отзывы критиков
Сериал «Дрянь» получил признание критиков. На сайте-агрегаторе Rotten Tomatoes сериал держит 100 % «свежести» на основе 32 отзывов со средним рейтингом 8,4/10. На Metacritic первый сезон получил 88 баллов из ста на основе 19 положительных рецензий.